# Signoretia gracilis
Signoretia gracilis är en insektsart som beskrevs av Rauno E. Linnavuori 1978. Signoretia gracilis ingår i släktet Signoretia och familjen dvärgstritar. Inga underarter finns listade i Catalogue of Life.